# Гайленд
Га́йленд (англ. Highland, шотл. гел. Roinn na Gàidhealtachd) — найбільша з усіх 32 областей Шотландії, розташована на півночі країни.
Адміністративний центр — Інвернесс. Гайленд межує з: Абердинширом й Мореєм — на сході, Арґайл-і-Б'ютом й Перт-і-Кінроссом — на півдні.

## Історія
У 1975 році область була створена як дворівневий регіон, згідно з Законом про місцеве самоврядування Шотландії 1973 року, в новоутвореному регіоні була започаткована рада всього регіону, а також виборні ради для кожного з восьми районів регіону. Закон також скасовував повітові та бюргські ради.
У 1996 році, згідно з Законом про місцеве самоврядування Шотландії 1994 року, районна рада Гайленду та окружні ради були розпущені, а всі їх функції передані до новоутвореної Ради Гайленду.

## Найбільші населені пункти
| № | Місто       | Населення, осіб (2006) |
| - | ----------- | ---------------------- |
| 1 | Інвернесс   | 42 400                 |
| 2 | Форт-Вільям | 9 680                  |
| 3 | Нерн        | 8 830                  |
| 4 | Терсо       | 7 440                  |
| 5 | Вік         | 6 880                  |
| 6 | Олнесс      | 5 180                  |
| 7 | Дінгволл    | 5 080                  |